# Jung Soo-bin
Jung Soo-bin (en hangul, 정수빈; 17 de agosto de 1998) es una actriz surcoreana. Es conocida en sus primeros años de carrera por sus actuaciones en las series La venganza de los otros, El tranvía y Friendly Rivalry, así como en la película It's Okay!

## Carrera
Se graduó en actuación en la Universidad Nacional de Artes de Corea. En 2019 empezó a actuar en algunas obras teatrales.
Debutó en televisión con el personaje de Lee Sun-joo en la serie Live On, emitida en 2020. El suyo es un papel reducido pero clave para explicar la trama y la mentalidad de la protagonista. En los años sucesivos tuvo papeles secundarios en algunas series, como Rookie Cops, Tribunal de menores y La venganza de los otros.
Su debut en cine tuvo lugar en 2021 con un pequeño papel en A Lonely Island in the Distant Sea. De mucho mayor desarrollo fue su aparición en el largometraje It's Okay!, rodado también en 2021 pero estrenado dos años después en el 28.º Festival de Busan y después, en febrero de 2024, exhibido en la Berlinale, para llegar solo en febrero de 2025 a su estreno comercial en Corea del Sur. En la película Jung es la bailarina estrella de una compañía de danza tradicional coreana, lo que exigió de la actriz una larga preparación en este tipo de baile.
A finales de 2022 reemplazó a Kim Sae-ron en el reparto de la serie El tranvía. Kim se vio obligada a retirarse tras verse envuelta en el escándalo por conducir en estado de embriaguez que a la postre supondría prácticamente el final de su carrera. Por esta razón, Jung pudo preparar el papel solo dos semanas antes del rodaje. Se trataba además de un personaje complejo, tanto por la ambigüedad que debe mantener a lo largo de la historia como por su historial de sufrimiento que va aflorando. Para ella este fue el primer papel protagonista en un canal terrestre, acompañada por Kim Hyun-joo, Park Hee-soon y Kim Mu-yeol, y su labor fue recibida con grandes elogios por la crítica. A finales de ese año Jung sería distinguida como mejor actriz revelación en los premios SBS Drama.
También fue motivo de comentarios positivos la actuación de Jung en la serie Friendly Rivalry a principios de 2025, que coprotagoniza como Woo Seul-gi junto a Lee Hye-ri. Por ejemplo, Ahn Byeong-gil en Sports Kyunghyang resaltó su gran capacidad de expresar todo el abanico de emociones del personaje, usando el tono y timbre de la voz y los gestos y movimientos del cuerpo. A pesar del limitado canal de distribución que tuvo, la serie fue tema de muchos comentarios en las redes sociales, no solo porque era la vuelta a la televisión después de tres años de Lee Hye-ri, sino también por la popularidad del webtoon en que se basa, por la excelente labor de las dos protagonistas e, incluso, por una escena en la que se besan ambas, que causó un revuelo que sorprendió a la propia Jung.

## Filmografía

### Cine
| Año  | Título                             | Hangul                | Papel    | Notas | Ref.          |
| ---- | ---------------------------------- | --------------------- | -------- | ----- | ------------- |
| 2021 | A Lonely Island in the Distant Sea | 절해고도              | Yeon Hee |       | [ 12 ]        |
| 2023 | It's Okay!                         | 괜찮아 괜찮아 괜찮아! | Na-ri    |       | [ 13 ] [ 14 ] |

### Series de televisión
| Año     | Título                   | Papel                    | Canal        | Notas     | Ref.                 |
| ------- | ------------------------ | ------------------------ | ------------ | --------- | -------------------- |
| 2020    | Live On                  | Lee Sun-joo              | JTBC         |           | [ 15 ]               |
| 2021    | Dark Hole                | Estudiante de secundaria | OCN          |           |                      |
| 2022    | Rookie Cops              | Baek Seon-yoo            |              | Serie web | [ 16 ]               |
| 2022    | Tribunal de menores      | Baek Mi-joo              | Netflix      | Serie web | [ 17 ]               |
| 2022    | La venganza de los otros | Tae So-yeon              | Disney+      | Serie web | [ 18 ] [ 19 ] [ 20 ] |
| 2022-23 | Island                   | Lee Su-ryun              | TVING        | Serie web | [ 21 ]               |
| 2022-23 | El tranvía               | Kim Soo-bin              | SBS          |           | [ 22 ] [ 23 ]        |
| 2024    | Chief Detective 1958     | Bong Nan-sil             | MBC          |           | [ 24 ]               |
| 2025    | Friendly Rivalry         | Woo Seul-gi              | U+ Mobile TV | Serie web | [ 25 ] [ 26 ] [ 27 ] |

## Premios y nominaciones
| Año  | Premios           | Categoría               | Trabajo    | Resultado | Ref.          |
| ---- | ----------------- | ----------------------- | ---------- | --------- | ------------- |
| 2023 | Premios SBS Drama | Mejor actriz revelación | El tranvía | Ganadora  | [ 28 ] [ 29 ] |